# Hot Stuff
《Hot Stuff》是一首由皮特·貝洛特、哈羅德·法爾特邁耶和基斯·佛西創作的歌曲，作為美國歌手唐娜·桑默第七張錄音室專輯《壞女孩》的主打歌發行，由英國製作人皮特·貝洛特和意大利製作人喬治歐·莫羅德於1979年透過卡薩布蘭卡唱片製作。至此之前，桑默主要與迪斯可歌曲聯繫在一起，但這首歌也展現了顯著的搖滾方向，包括前杜比兄弟和Steely Dan吉他手傑夫·“臭鼬”·巴克斯特的吉他獨奏。這是桑默第二首在公告牌百大單曲榜上排名第一的歌曲（共四首）。
當班尼·安德森和比約恩·烏爾法斯聽到這首歌時，它啟發他們創作了ABBA1979年的熱門歌曲《Gimme! Gimme! Gimme! (A Man After Midnight)》，其連復段、旋律和情感與此歌相似。
2018年，由拉爾菲·羅薩里奧和Erick Ibiza製作的混音版「Hot Stuff 2018」登上了美國舞曲夜店歌曲榜（Dance Club Songs）的榜首。